# معركة 1 فبراير 1625
معركة 1 فبراير 1625 كانت معركة بحرية بين الأسطول البرتغالي والأسطول الإنجليزي الهولندي المتحالف التي جرت من 1 إلى 24 فبراير 1625 في الخليج العربي. على الرغم من أن الانتصار التكتيكي كان القوتان المتحالفتان الإنجليزية الهولندية بإلحاق عدة خسائر بالبرتغاليين إلا أن المعركة أسفرت عن انتصار برتغالي استراتيجي كما أنهم استعادوا السيطرة على الخليج العربي.

## السفن المشاركة

### قوات التحالف

#### إنجلترا
- النسر - 1 قتل
- رويال جيمس - مقتل 13 شخصا
- جوناس - 11 قتيلا
- نجوم - مقتل 4

#### هولندا
- هولندا الجنوبية
- قزم
- مود من دورت
- ويسوب

### البرتغال
- سان فرانسيسكو 48 (دون أليود باتيليا) - 38 قتلوا
- سان فرانسيسكو 32 (بورج فرانسيسكو) - 31 قتل
- سان سيباستيان 40 (أنطونيو تيليس دي مينيسيس) - 20 قتيلا
- سان سلفادور 22-41 قتل
- سانتياغو 22-83 قتلوا
- الثالوث (ألفا بوتيليا) - 24 قتلوا
- سان أنطونيو 22-22 قتلوا، غرقت في وقت لاحق
- رحمة 22 (صموئيل رودريجيز حافا) - 3 قتلى
- 40 سفينة بمجاديف